# Viničné
Viničné (in ungherese Hattyúpatak, in tedesco Schweinsbach) è un comune della Slovacchia facente parte del distretto di Pezinok, nella regione di Bratislava.